# WTA de Marbella
O WTA de Marbella – ou Andalucía Tennis Experience, na última edição – foi um torneio de tênis profissional feminino, de nível WTA International.
Realizado em Marbella, no sudoeste da Espanha, durou três anos. Os jogos eram disputados em quadras de saibro durante o mês de abril.

## Finais

### Simples
| Ano  | Campeã            | Vice-campeã          | Resultado     |
| ---- | ----------------- | -------------------- | ------------- |
| 2011 | Victoria Azarenka | Irina-Camelia Begu   | 6–3, 6–2      |
| 2010 | Flavia Pennetta   | Carla Suárez Navarro | 6–2, 4–6, 6–3 |
| 2009 | Jelena Janković   | Carla Suárez Navarro | 6–3, 3–6, 6–3 |

### Duplas
| Ano  | Campeãs                                       | Vice-campeãs                                   | Resultado        |
| ---- | --------------------------------------------- | ---------------------------------------------- | ---------------- |
| 2011 | Nuria Llagostera Vives Arantxa Parra Santonja | Sara Errani Roberta Vinci                      | 3–6, 6–4, [10–5] |
| 2010 | Sara Errani Roberta Vinci                     | Maria Kondratieva Yaroslava Shvedova           | 6–4, 6–2         |
| 2009 | Klaudia Jans Alicja Rosolska                  | Anabel Medina Garrigues Virginia Ruano Pascual | 6–3, 6–3         |